# Haplodrassus pseudosignifer
Haplodrassus pseudosignifer är en spindelart som beskrevs av Marusik, Hippa och Koponen 1996. Haplodrassus pseudosignifer ingår i släktet Haplodrassus och familjen plattbuksspindlar. Inga underarter finns listade i Catalogue of Life.